# Jeff Krosnoff

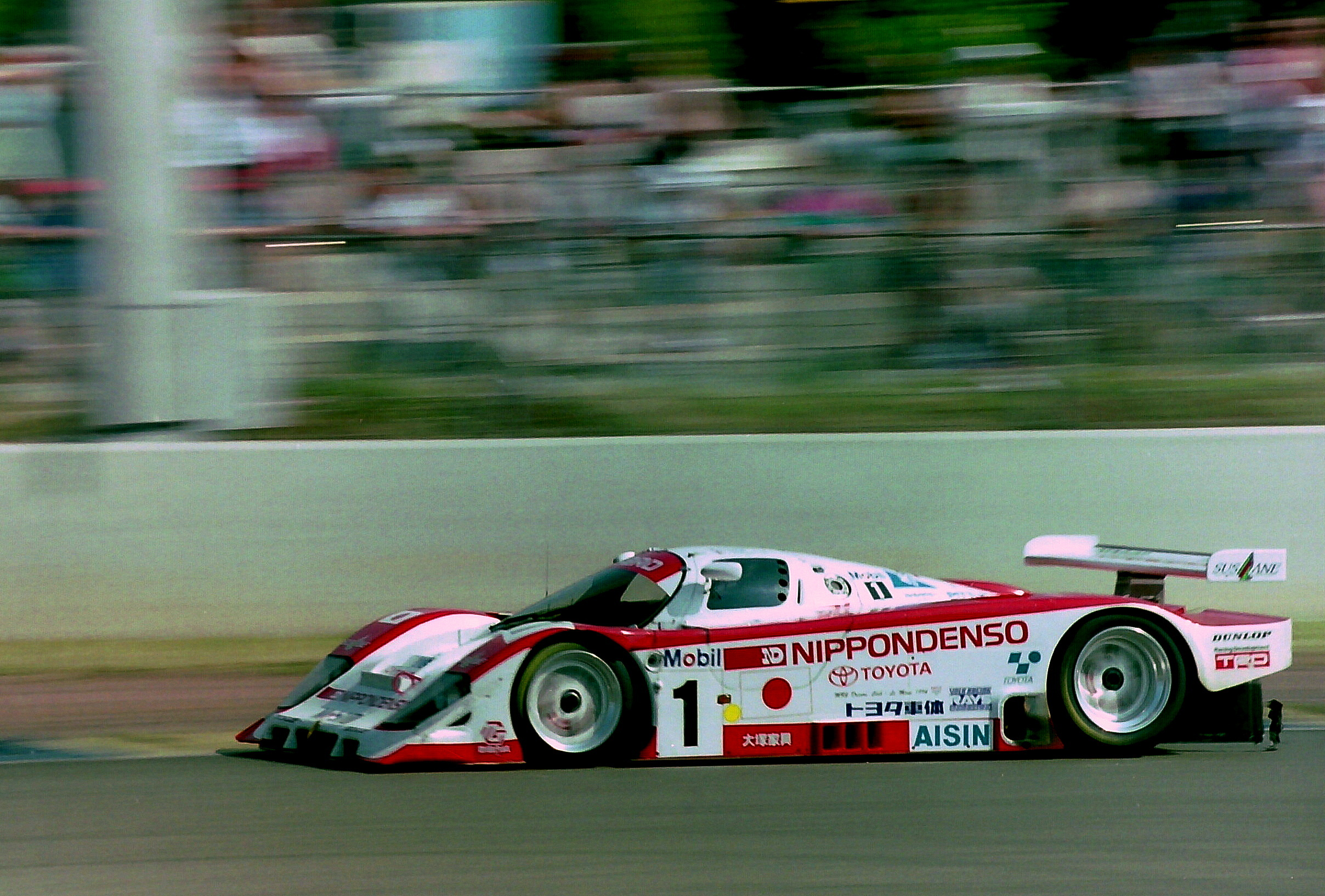
Der Toyota 94C-V von Eddie Irvine, Jeff Krosnoff und Mauro Martini beim 24-Stunden-Rennen von Le Mans 1994

Jeffrey John „Jeff“ Krosnoff (* 24. September 1964 in Tulsa, Oklahoma; † 14. Juli 1996 in Toronto, Kanada) war ein US-amerikanischer Automobilrennfahrer. 

## Karriere
Krosnoff fuhr von 1989 bis 1995 in der Japanischen Formel-3000-Meisterschaft. 1994 wurde er beim 24-Stunden-Rennen von Le Mans an der Seite von Eddie Irvine und Mauro Martini Zweiter. Auf dem Wagen der Piloten stand der Name von Roland Ratzenberger, der eigentlich anstelle Krosnoffs im Cockpit sitzen sollte, aber kurz zuvor beim Qualifying zum Großen Preis von San Marino in Imola tödlich verunglückt war.
Im Jahre 1995 fuhr er neben der Formel 3000 auch die Japanische GT-Meisterschaft, bei der er Dritter wurde.
1996 debütierte Jeff Krosnoff in der Champ-Car-Serie bei Arciero-Wells-Racing auf einem Reynard-Toyota. Während des elften Laufs der Saison starb Krosnoff nach einem Unfall, an dem auch Emerson Fittipaldi und Stefan Johansson beteiligt waren. Sein Wagen wurde vier Runden vor Ende des Rennens nach Überfahren des Hinterrades von Johanssons Boliden hochgeschleudert und zerschellte an einem Fangzaun. Auch der Sportwart Gary Avrin ließ bei diesem Unfall sein Leben. Nachdem das Rennen noch eine Runde hinter dem Pacecar weitergeführt worden war, wurde es mit der roten Flagge abgebrochen.

## Statistik

### Le-Mans-Ergebnisse
| Jahr | Team              | Fahrzeug           | Teamkollege    | Teamkollege   | Platzierung            | Ausfallgrund     |
| ---- | ----------------- | ------------------ | -------------- | ------------- | ---------------------- | ---------------- |
| 1991 | TWR Suntec Jaguar | Jaguar XJR12       | David Leslie   | Mauro Martini | Ausfall                | Kraftübertragung |
| 1994 | SARD Company Ltd. | Toyota 94C-V       | Eddie Irvine   | Mauro Martini | Rang 2 und Klassensieg |                  |
| 1995 | SARD Co. Ltd.     | Toyota Supra GT LM | Marco Apicella | Mauro Martini | Rang 14                |                  |

### Einzelergebnisse in der Sportwagen-Weltmeisterschaft
| Saison | Team          | Rennwagen     | 1   | 2   | 3   | 4   | 5   | 6   | 7   | 8   |
| ------ | ------------- | ------------- | --- | --- | --- | --- | --- | --- | --- | --- |
| 1991   | TWR Jaguar    | Jaguar XJR-12 | SUZ | MON | SIL | LEM | NÜR | MAG | MEX | AUT |
| 1991   | TWR Jaguar    | Jaguar XJR-12 | DNF |     |     |     |     |     |     |     |
| 1992   | From A Racing | Nissan R91CK  | MON | SIL | LEM | DON | SUZ | MAG |     |     |
| 1992   | From A Racing | Nissan R91CK  |     | 4   |     |     |     |     |     |     |